# Papuaseius dominiquae
Papuaseius dominiquae är en spindeldjursart som först beskrevs av Schicha och Gutierrez 1985.  Papuaseius dominiquae ingår i släktet Papuaseius och familjen Phytoseiidae. Inga underarter finns listade i Catalogue of Life.